# HD192744
HD192744 — хімічно пекулярна зоря спектрального класу
F1 й має видиму зоряну величину в смузі V приблизно  7,5.